# Microtus xanthognathus
Microtus xanthognathus es una especie de roedor de la familia Cricetidae.

## Distribución geográfica
Se encuentra al noroeste de Norteamérica.